# Brackley
För andra betydelser, se Brackley (olika betydelser).
Brackley är en stad och civil parish i södra Northamptonshire i England. Staden ligger ungefär 31 km från Oxford och 35 km från Northampton. Brackley har kopplingar till Formel 1 eftersom det är nära till Silverstone, där F1-banan Silverstone Circuit ligger, och Mercedes AMG Petronas F1 Team har sin bas i staden.